# Nigel Higson
Nigel David Higson (* 1963) ist ein kanadischer Mathematiker, der sich mit Operatoralgebren, Algebraischer K-Theorie und Nichtkommutativer Geometrie befasst.
Higson wurde 1985 an der Dalhousie University in Halifax bei Peter Fillmore promoviert (Algebraic K-theory of stable C*-Algebras). Danach war er drei Jahre Assistant Professor an der University of Pennsylvania und ging 1989 an die Pennsylvania State University, wo er Professor ist.
Higson befasste sich zunächst mit K-Theorie bei Operatoralgebren im Rahmen der bivarianten K-Theorie (KK-Theorie) von Gennadi Kasparow. Mit Alain Connes entwickelte er eine Vereinfachung und Weiterentwicklung dieser Theorie (Theorie asymptotischer Morphismen, E-Theorie) und befasste sich mit der Baum-Connes-Vermutung, die eine Brücke von der K-Theorie von Operatoralgebren zu Anwendungen in Differentialtopologie, Riemannscher Geometrie und Darstellungstheorie schlägt. Er war mit Connes und Baum wesentlich an der heutigen Formulierung der Vermutung beteiligt und bewies in Zusammenarbeit mit Kasparow einige Spezialfälle der Vermutung.
Er befasst sich auch mit Verallgemeinerungen des Atiyah-Singer-Indexsatzes.
1998 war er Invited Speaker auf dem Internationalen Mathematikerkongress in Berlin (The Baum-Connes conjecture).
1996 erhielt er den Coxeter-James-Preis, 1995 den Halperin Prize (des Canadian Operator Symposium) und 1995 den André Aisenstadt Prize. 1994 hielt er auf dem Treffen der Canadian Mathematical Society einen Plenarvortrag. Er ist Fellow der American Mathematical Society. 1992 wurde er Sloan Research Fellow.
Er ist mit der Professorin Yvonne Gaudelius verheiratet und hat eine Tochter.

## Schriften
- mit Erik Guentner, Jody Trout: Equivariant {\displaystyle E}-theory for {\displaystyle C^{*}}-algebras (= Memoirs of the American Mathematical Society. 703). American Mathematical Society, Providence RI 2000, ISBN 0-8218-2116-4.
- mit John Roe: Analytic K-Homology. Oxford University Press, Oxford u. a. 2000, ISBN 0-19-851176-0.
- als Herausgeber mit John Roe: Surveys in Noncommutative Geometry. Proceedings from the Clay Mathematics Institute Instructional Symposium, held in conjunction with the AMS-IMS-SIAM Joint Summer Research Conference on Noncommutative Geometry, June 18–29, 2000, Mount Holyoke College, South Hadley, MA (= Clay Mathematics Proceedings. 6). American Mathematical Society/Clay Mathematics Institute, Providence, RI/Cambridrige MA 2006, ISBN 0-8218-3846-6.